# Passion (álbum de Kreesha Turner)
Passion —en español: Pasión—, es el álbum debut de estudio de la cantante canadiense Kreesha Turner. Fue publicado el 12 de agosto de 2008, en Canadá y a comienzos de 2009 en Estados Unidos. Passion estuvo disponible para streaming avanzado una semana antes en MuchMusic.com.
A comienzos de agosto de 2008, el álbum fue filtrado en el sitio web oficial The Leak de MTV Canadá. Inicialmente, en el respaldo del álbum, la canción No. 14 fue anotada como "Bounce With Me (Rhythm Mix)" pero esto fue error y el tema es actualmente "Don't Call Me Baby (Rhythm Mix)". Este error en la portada de respaldo fue corregido en las siguientes impresiones del álbum.
Aunque Turner originalmente firmó en Estados Unidos con Virgin Records, un sello de Capitol Music Group, su primer lanzamiento en Estados Unidos fue realizado por Capitol Records, perteneciente al mismo grupo.

## Lista de canciones
| Edición Estándar |                                          |                                                                              |          |  |
| N.º              | Título                                   | Escritor(es)                                                                 | Duración |  |
| 1.               | «Passion»                                | Alisha Brooks, Kreesha Turner & Aaron Pearce                                 | 4:14     |  |
| 2.               | «Chains Of Love»                         | Jon Levine, Kreesha Turner & Anjulie Persaud                                 | 3:47     |  |
| 3.               | «Don't Call Me Baby»                     | Jon Levine & Anjulie Persaud                                                 | 3:21     |  |
| 4.               | «Shattered»                              | Troy Samson & Mike James                                                     | 4:18     |  |
| 5.               | «Beautiful»                              | Jon Levine, Kreesha Turner & Anjulie Persaud                                 | 3:04     |  |
| 6.               | «Bounce With Me»                         | Troy Samson & Mike James                                                     | 3:07     |  |
| 7.               | «Always (Lovin' You)»                    | Minnie Riperton, Richard Rudolph, Tom Craskey, Devon Harris & Estelle Swaray | 4:36     |  |
| 8.               | «Simple»                                 | Alisha Brooks, Lashaunda Carr & Jacqueal Jackson                             | 3:28     |  |
| 9.               | «There»                                  | Harold Lilly, Robert T. Gerongco & Samuel T. Gerongco                        | 2:58     |  |
| 10.              | «Lady Killer»                            | Jon Levine & Kreesha Turner                                                  | 3:35     |  |
| 11.              | «Black Magic»                            | Jon Levine & Jalacy Hawkins                                                  | 4:17     |  |
| 12.              | «My Place»                               | Troy Samson, Mike James & Kreesha Turner                                     | 4:17     |  |
| 13.              | «If You See Him»                         | Jon Levine                                                                   | 2:19     |  |
| 14.              | «Dear John»                              | Jon Levine, Kreesha Turner & Haydain Neale                                   | 4:30     |  |
| 15.              | «Don't Call Me Baby (Rhythm Mix)»        | Jon Levine & Anjulie Persaud                                                 | 3:25     |  |
| 16.              | «Don't Call Me Baby (GimmeMoreClub Mix)» | Jon Levine & Anjulie Persaud                                                 | 3:29     |  |
| 17.              | «Talk (Bonus track)»                     |                                                                              | 4:30     |  |

## Charts
| Chart                 | Posición |
| --------------------- | -------- |
| Canadian Albums Chart | 11       |